# Karađorđevo (Bačka Palanka)
Pour les articles homonymes, voir Karađorđevo.
Karađorđevo (en serbe cyrillique : Карађорђево) est un village de Serbie situé dans la province autonome de Voïvodine. Il fait partie de la municipalité de Bačka Palanka dans le district de Bačka méridionale. Au recensement de 2011, il comptait 738 habitants.

## Géographie

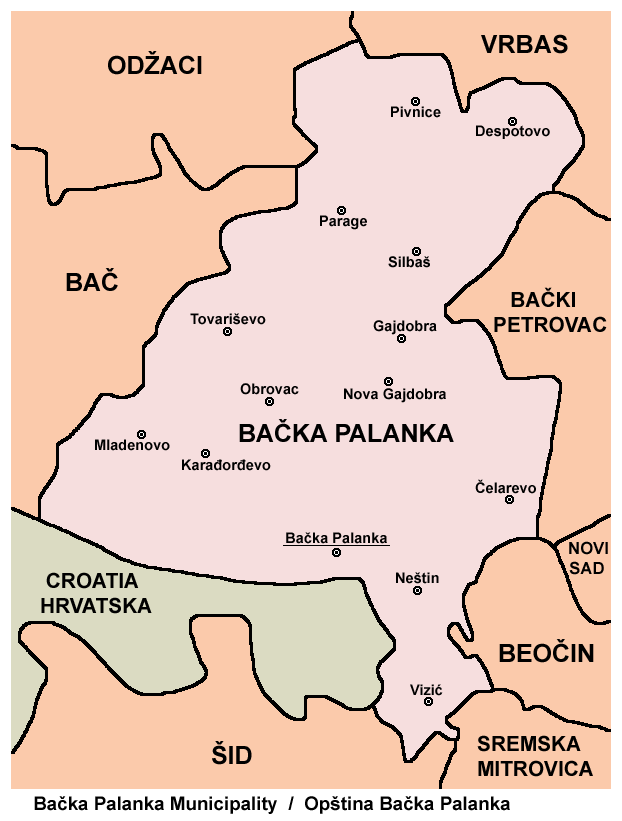
Localisation de Karađorđevo dans la municipalité de Bačka Palanka

## Histoire
Karađorđevo a été fondé sous le nom Mentelep par des Hongrois en 1904. Au départ, il s'agissait d'une grosse ferme où l'on élevait des chevaux. À partir de 1946, des travailleurs agricoles ont commencé à s'installer autour de cette ferme et formèrent trois localités : Beli Majur, Gornji Majur et Donji Majur. La forêt située à proximité devint la zone de chasse préférée de Josip Broz Tito qui se fit construire une résidence près du village.

## Démographie

### Évolution historique de la population
| 1948  | 1953  | 1961  | 1971  | 1981  | 1991  | 2002  | 2011 |
| ----- | ----- | ----- | ----- | ----- | ----- | ----- | ---- |
| 1 110 | 1 254 | 1 287 | 1 075 | 1 147 | 1 077 | 1 012 | 738  |

|  |

### Données de 2002
Pyramide des âges (2002)
En 2002, l'âge moyen de la population était de 39,6 ans pour les hommes et de 40,7 ans pour les femmes.
Répartition de la population par nationalités (2002)
En 2002, les Serbes représentaient environ 80 % de la population ; le village possédait également des minorités hongroise (5,2 %) et croate (3 %).

### Données de 2011
En 2011, l'âge moyen de la population était de 45,8 ans, 40,5 ans pour les hommes et 46,5 ans pour les femmes.

## Réserve naturelle de Karađorđevo
Sur le territoire du village s'étend la réserve naturelle spéciale de Karađorđevo ; créée en 1997, elle couvre une superficie de 2 955 ha.

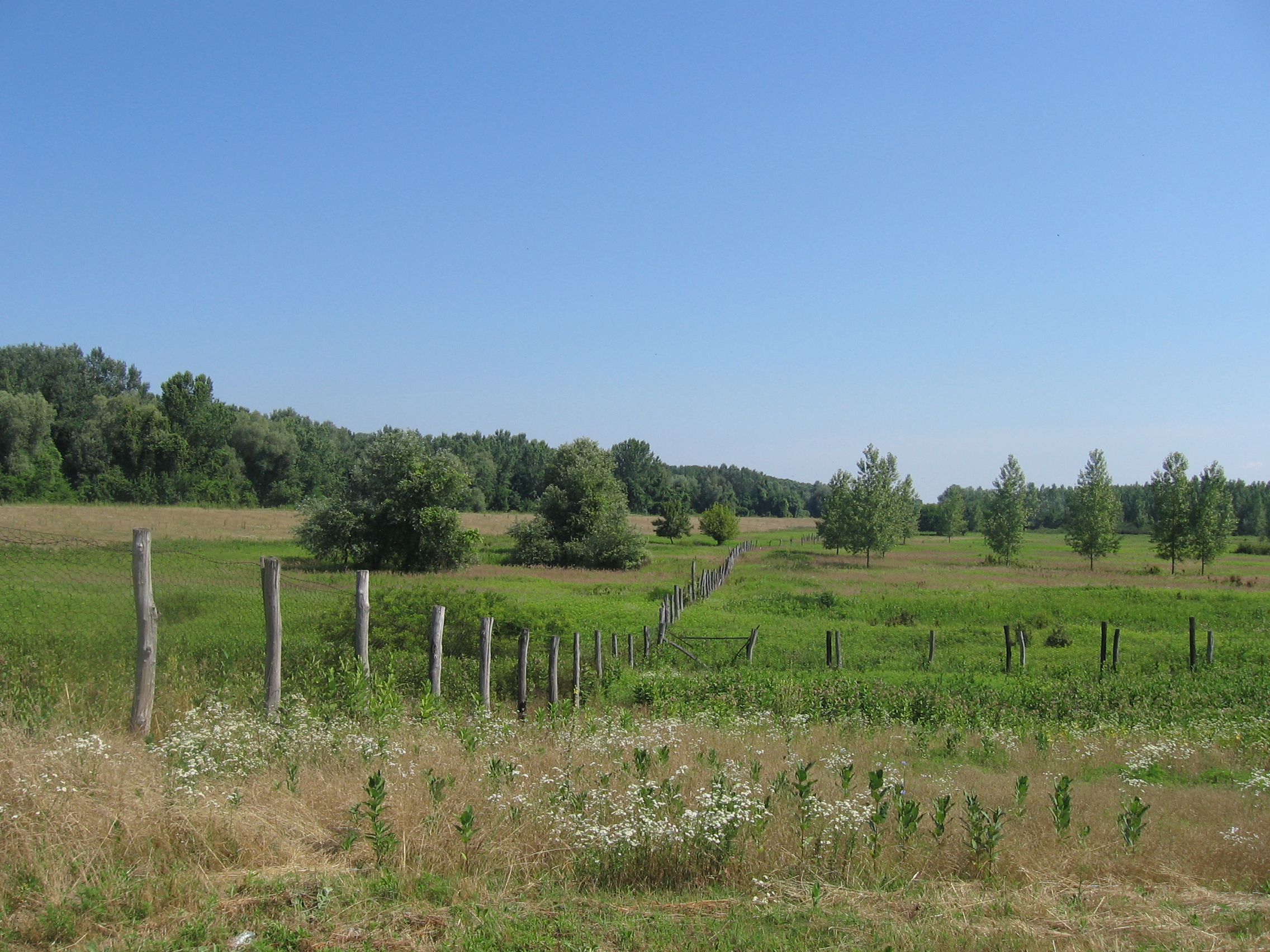
Vue de la réserve naturelle de Karađorđevo